# Sløjfeanlæg
Et sløjfeanlæg er en ledningsinstallation hvor netværkstopologien er en serieforbindelse, dvs. at en og samme ledning går forbi alle udgange. Termen sløjfeanlæg bliver oftest brugt om kabel-tv ledninger i boligblokke, men kan også bruges om fx varmerør. Det engelske navn er "daisy chain".

## Kabel-tv
Mange gamle kabel-tv installationer i lejlighedskomplekser er sløjfeanlæg. Ifølge en FAQ på Boligselskabernes Landsforening's hjemmeside er anlæg bygget før 1989 sløjfeanlæg, og anlæg bygget efter 1989 er stikledningsanlæg. I et stikledningsanlæg går der en separat ledning op til hver enkelt lejlighed (det engelske navn er "star topology").
I bygninger med stikledningsanlæg er det let at give hver enkelt lejlighed en individuel TV-pakke, da man simpelthen kan bestemme indholdet af ledningen fra enden i fordelingsboksen. Modsat for sløjfeanlæg, hvor det samme signal sendes til alle lejligheder, da der jo kun er en delt ledning.
En mulighed for individuelt pakkevalg med et sløjfeanlæg er at sende kanalerne krypteret, og så lade brugerne købe et conditional-access module (CA modul), som kan sættes i en set-top boks eller et TV til at dekryptere de kanaler som brugeren har betalt for.
Der er lige nu (marts 2016) et lovforslag under behandling om at give lejere ret til ikke at blive tvunget til at betale for fælles tv-pakker. Dette forslag gælder dog kun boliger med stikledningsanlæg, hvor det er teknisk let at tilbyde individuelle tv-pakker.